# David Kelly (especialista em armamentos)
David Christopher Kelly (Llwynypia, 14 de maio de 1944 — Oxfordshire, 17 de julho de 2003) foi um funcionário do ministério da defesa britânico e especialista em guerra biológica. Foi inspetor da ONU no Iraque, onde esteve 37 vezes. Foi encontrado morto perto de seu domicílio.
David Kelly é considerado o principal informante de Andrew Gilligan, jornalista da BBC, sobre a investigação a respeito da falsificação pelo governo britânico de Tony Blair de um relatório de setembro de 2002 sobre armas de destruição em massa iraquianas.